# Hanna Michajlawa
Hanna Michajlawa (belarussisch Ганна Міхайлава; * 25. März 1998) ist eine belarussische Hürdenläuferin, die sich auf die 400-Meter-Distanz spezialisiert hat.

## Sportliche Laufbahn
Erste internationale Erfahrungen sammelte Hanna Michajlawa im Jahr 2021, als sie bei den Halleneuropameisterschaften in Toruń mit 53,10 s im Halbfinale über 400 Meter ausschied.
2019 und 2020 wurde Michajlawa Belarussische Meisterin im 400-Meter-Hürdenlauf sowie 2017 und 2019 mit der 4-mal-400-Meter-Staffel. 2021 siegte sie im 400-Meter-Lauf im Freien sowie 2021 und 2022 auch in der Halle. Zudem wurde sie 2018 und von 2020 bis 2022 Hallenmeisterin in der 4-mal-400-Meter-Staffel.

## Persönliche Bestzeiten
- 400 Meter: 51,45 s, 1. Juni 2021 in Brest
  - 300 Meter (Halle): 38,33 s, 8. Januar 2021 in Brest
  - 400 Meter (Halle): 52,39 s, 12. Februar 2021 in Mahiljou
- 400 m Hürden: 57,75 s, 31. August 2020 in Minsk